# Enrico capuzzo
Enrichetto Capuzzo detto Enrico (Venezia, 13 aprile 1924 - Venezia, 29 dicembre 2012) era un architetto e designer veneziano autore di notevoli interventi residenziali, di ristrutturazione e di edilizia industriale per committenti sia privati che pubblici. I suoi lavori più conosciuti nel panorama italiano risalgono agli anni ’60 e ’70 dove ha firmato anche progetti di design per importanti vetrerie di Murano e per l’arredo d’interni nel settore dei mobili componibili. L’archivio rimasto di Enrico Capuzzo è stato conservato dal figlio ed è in attesa di trovare spazi adeguati presso l’università di architettura Iuav di Venezia.
Biografia
Enrico Capuzzo ha compiuto tutto il suo percorso di studi a Venezia. Formatosi come architetto alla Scuola Superiore di Architettura di Venezia (oggi università di architettura IUAV), ha partecipato alle lezioni del professore Carlo Scarpa definendo già giovanissimo la sua cifra stilistica e metodo progettuale che rimarrà una costante di tutti i suoi progetti. 
Il padre, Andrea Capuzzo, era dipendente del Teatro La Fenice. Lavorava come artigiano del legno occupandosi di allestimenti, sculture, scenografia e costumi. Esercitava il mestiere di artigiano presso il proprio laboratorio a Santi Giovanni e Paolo, nel sestiere di Castello, al piano terra della stessa abitazione dove poi Enrico Capuzzo è nato e cresciuto. Grazie al lavoro del padre, Enrico Capuzzo ha sempre frequentato le maestranze del Teatro La Fenice.
Enrico Capuzzo era sposato con Maria Luisa Poletto (Venezia, 18 ottobre 1933 - Venezia, 18 novembre 2001) - dipendente prima presso La Biennale e poi al Teatro La Fenice. Dal matrimonio nacque, nel 1966, Nicola, illustratore e grafico. La famiglia Capuzzo ha vissuto tutta la vita nei pressi di campo Santa Marina, a Venezia.
Enrico Capuzzo è stato attivo come architetto prevalentemente sul territorio veneziano fino agli anni ‘90.
Caratteristiche dell’architettura di Enrico Capuzzo
I lavori dell’architetto Capuzzo si caratterizzano per un rigore formale sempre fedele a se stesso, sia nell’edilizia che nel design. Nei suoi lavori, ha sempre firmato progettazione ed esecuzione.
Il rigore dell’architetto non viene meno nel design artistico. Nel vetro, Capuzzo ha saputo coniugare la rigida geometria della forma con l’eleganza del vetro soffiato e modulato a mano. Il risultato si vede nei suoi oggetti dalle linee pure, minimaliste e rigorose che lasciano comunque spazio alla sua personalità artistica.  
Nell’industria dell’arredo d’interni rimane la linea pulita questa volta prestata alla necessità di creare oggetti di uso quotidiano.

Partecipazioni alla Biennale di Venezia
l’Architetto Capuzzo ha espresso la sua poliedrica attività anche nella partecipazione a concorsi indetti dalla Biennale dal 1966.
33. Esposizione Biennale Internazionale d'Arte (1966)
Padiglione Arti decorative delle Venezia - Fondo Marino per la Vetreria Vistosi - proponendo un oggetto di arte decorativa “Vetro a fasce di colore a forma di pesce”
35. Biennale Internazionale d'Arte (1970)
Padiglione Arti decorative delle Venezia - Mobile componibile per conto della Piarotto-Fabbrica Mobili
46. Esposizione Internazionale d'Arte (1995)
Venezia e La Biennale: i percorsi del gusto - I vetri 1895 -1972 Fondo marino.

Progetti e Opere
• Attiva collaborazione con lo studio dell’architetto Angelo Scattolin e Luigi Vietti per la realizzazione del Teatro verde all’isola di San Giorgio Maggiore, a Venezia (1951- 1954) . Si tratta di un anfiteatro en plein air con circa 1.500 posti a sedere costituito da gradoni di pietra bianca di Vicenza intercalati da spalliere di bosso. Il teatro è stato inaugurato l’11 luglio 1954. L’edificio è spesso ricondotto al brutalismo per le scelte materiche e volumetriche.
• Casa Camozzi, a Milano. Progetto per residenza privata per  conto dell’imprenditore farmaceutico Camozzi. Questo gli commissionerà anche il progetto per il restauro della sua altra residenza privata, a Venezia, alle Zitelle. 
• Stazione Sperimentale del vetro a Murano. 
• Progetto ed esecuzione per lo stabilimento lito-tipografico Fabbrica Fantoni (1968 - 1971), a Martellago, commissionata da Industrie Grafiche Editoriali.
• Progetto per la residenza privata di Carlo Pirovano responsabile scientifico della casa editrice Electa, in Brianza.
• Progetto per il palasport Comunale presso l’Arsenale di Venezia, inaugurato nel 1977 e attualmente intitolato al parlamentare e sindaco veneziano Giovanni Battista Gianquinto. Inizialmente il progetto prevedeva l’impiego anche di legno trattato, ma l’idea è stata definita non realizzabile e si è pensato al uso esclusivo del cemento. L’edificio è considerato uno dei pochi esempi di architettura brutalista a Venezia.
• Casera a San Boldo (in Veneto) per la famiglia Foscolo.
Design
Come designer, l’architetto Enrico Capuzzo, ha firmato progetti sia per elementi di arredo nell’industria del mobilificio che per vetrerie di Murano. In particolare ha legato il suo nome alla vetreria Vistosi e Seguso ideando elementi per l’illuminazione e alla Piarotto Mobili. 
Anni ’70 - Elementi di arredo per l’azienda Piarotto Mobili, a Mirano, provincia di Venezia. L’azienda, attiva dal 1922, sui è imposta sul mercato negli anni ‘60 con per la produzione di librerie componibili in particolare con il marchio “Fitting”. Oggi il design dell’architetto  Capuzzo è considerato modernariato vintage.
• Anni 1960 -1975 - Collaborazioni con la vetrina Vistosi di Murano. Creazione di lampade e vasi in vetro soffiato dal design moderno e funzionale pensato per l’arredo d’interni.